# 黃村站 (廣州)
黃村站是廣州地鐵4號線的北端终点站，亦是4号线和21号线的换乘站。车站位於中国广东省廣州市天河區東圃黄村街道大觀南路奧體南路口的地底，廣東奥林匹克體育中心南部的西側。本站于2010年9月25日啟用，2019年12月20日随21号线剩余段开通而成为换乘车站。

## 车站結構
黄村站目前分为两个站体：位于大观南路东侧的4号线车站、以及位于大观南路下方的21号线车站。两线站体平行，惟相较4号线，21号线站体更为偏北。两线车站通过换乘通道连接。周边為广园快速路、大觀南路、奧體南路、環場路，廣東奧林匹克體育中心南部的体育场等設施及附近建筑。
两线车站目前均有2層。地面为车站各出入口；地下一層為两线站厅，以及换乘通道；地下二層為4号线以及21号线月台。

### 4号线楼层
| 地下一层 | 4号线站厅     | 售票機、客服中心、商店、警务室、安检设施 经換乘通道前往 █21号线 |          |          |
| 地下二层 |               | █4号线 終點站台                                                 |          |          |
|          | 1 站台 2 站台 | 岛式站台                                                        | 岛式站台 | 岛式站台 |
|          |               | █4号线 南沙客运港方向（下站：車陂）                             |          |          |
|          | 3 站台        | 侧式站台                                                        | 侧式站台 | 侧式站台 |

### 21号线楼层
| 地下一层 | 換乘通道                   | 前往 █4号线                                               |  |  |
|          | 21号线站厅                 | 售票機、客服中心、警务室、安检设施                        |  |  |
| 地下二层 | 5 站台                     | █21号线 天河公园方向（下站：棠东）                        |  |  |
|          | 岛式站台（卫生间、母婴室） |                                                           |  |  |
|          | 4 站台                     | █21号线 增城广场方向（下站：大观南路 / 快車：天河智慧城） |  |  |

### 站厅与换乘
黄村站4号线及21号线各自設有一個站厅，均位于地下一層。为方便乘客进出以及换乘，4号线站厅西侧，21号线站厅东南侧被划分为付费区，两个站厅通过付费区联络通道相連，但兩個站厅的非付费区不相连。另外，付费区联络通道设有2条自动人行道，是广州地铁首次在换乘通道设置自动人行道。
4号线站厅设有3条扶手电梯，1组楼梯以及1台专用电梯供乘客前往4号线岛式站台，同时还设有2條扶手電梯及1组樓梯供乘客前往4号线侧式站台。而21号线站厅设有5条扶手电梯，以及1台专用电梯和2组楼梯供乘客前往21号线站台。
另外，两个站厅现时設有便利店、洗衣店、麵包糕餅店等商店，同时还设有自助服務設施，包括自动照相机、自動售賣機、自动售卡/充值机以及“好易”自助服务等。在D出入口和F出入口车站控制中心附近均设有自動體外去顫器。

### 月台

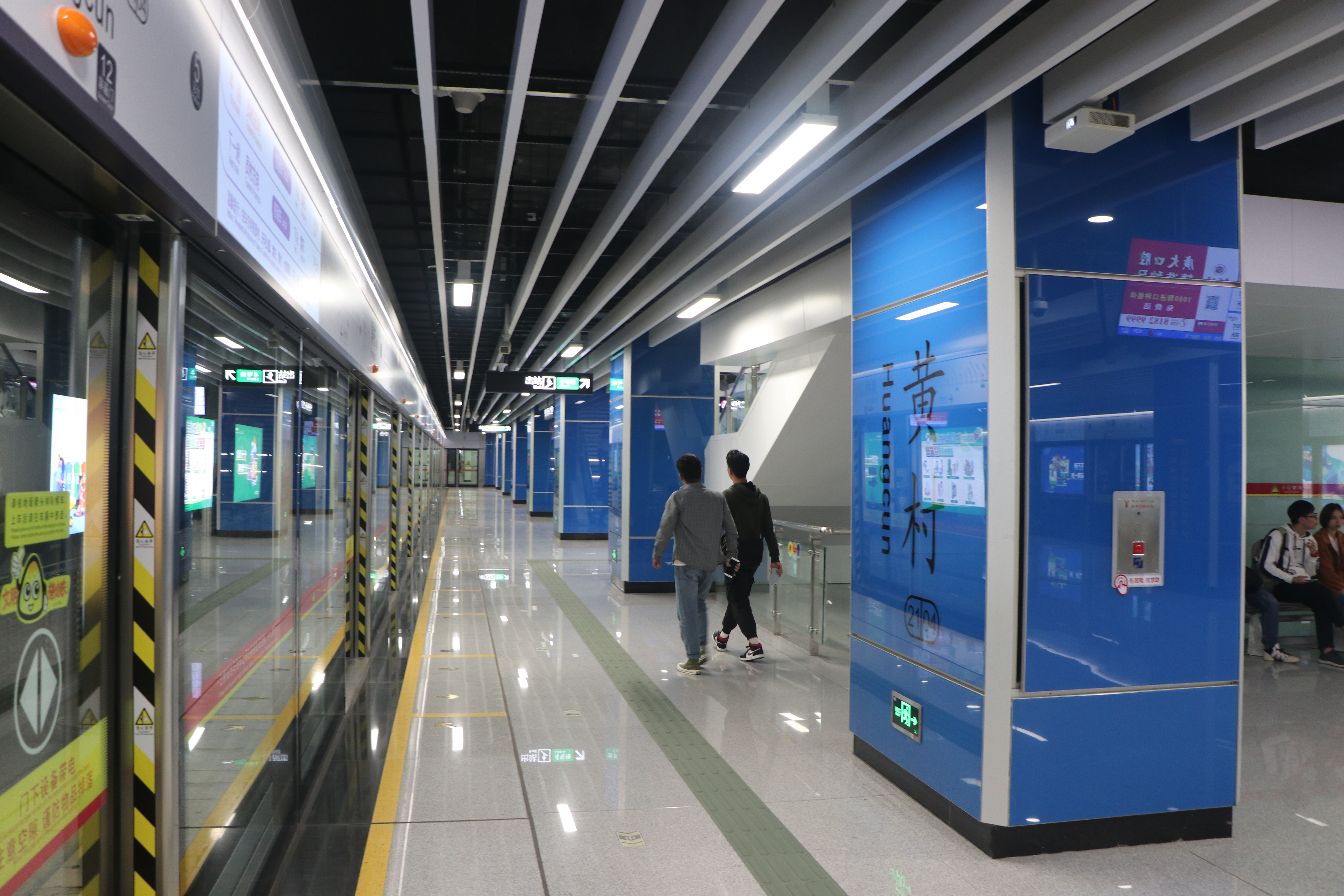
5号站台（21号线天河公园方向）

4号线設有一個島式及一個側式月台，位於大觀南路奥体路口東南側的地底。21号线则设有一個島式月台，位於大觀南路地底。两线站台均位于地下二层。
本站的卫生间以及母婴室设于21号线月台南端。
值得一提的是，4号线往南沙客運港方向的侧式站台（3號月台），在车站启用初期时仅限于车站出现大客流的情况下才会投入使用，直到21號線後通段開通後的2020年4月15日才正式开放使用，换言之现时乘客可以前往岛式站台一侧的2号站台或者3号站台等候4号线列车。
另外，4号线在月台北端設有一組雙存車線。目前4號線所有列車皆使用該組存車線折返。正線北端盡頭則預留了4號線往北繼續延伸的條件。而21号线在月台北端設置單渡線，當21號線出現故障，列車可在本站折返，以本站為臨時終點站。

### 出入口
黄村站现时共设有6个出入口。两个站厅各设有3个出入口。
此外，本站在D出入口和E出入口旁设有供疏导及缓解车站客流的固定可翻转铁马杆，如果车站旁的奥林匹克体育中心有比赛活动，以及出现没有预料的的故障而车站出现异常的高客流时，该翻转铁马杆会组成蛇形状的形式以进行疏导客流。
|                                             |                                                           |      |          | |
|                                             |                                                           |      |          | |
| 編號                                        | 设施                                                      | 照片 | 出口指示 | 建議前往的目的地                                                                                     |
| 4号线站厅                                   |                                                           |      |          | |
| B                                           | 盲道标志 · 扶手电梯标志                                   |      | 大观南路 | 广州环城高速、广园快速路、奥林匹克体育中心公交总站、黄村立交公交车站（西行）                         |
| D                                           | 盲道标志 · 轮椅升降台标志 · 无障碍通道标志 · 扶手电梯标志 |      | 环场路   | 奥体路、广东奥林匹克体育中心南、天河城百货奥特莱斯奥体店、地铁黄村站公交总站                         |
| E                                           | 扶手电梯标志                                              |      | 环场路   | 奥体路                                                                                               |
| 21号线站厅                                  |                                                           |      |          | |
| A                                           | 扶手电梯标志                                              |      | 大观南路 | 广州环城高速、黄村康体路、黄村康体路公交车站（南行）、奥林匹克中心西门（地铁黄村站）公交车站（南行） |
| F                                           | 盲道标志                                                  |      | 大观南路 | 环场路、广东奥林匹克体育中心南、奥林匹克中心西门（地铁黄村站）公交车站（北行）                       |
| H                                           | 盲道标志 · 升降机标志 · 扶手电梯标志                      |      | 大观南路 | 广州环城高速、黄村康体路、奥林匹克中心西门（地铁黄村站）公交车站（南行）                             |
| 註： 設有 \| 設有 \| 設有 \| 設有輪椅升降台 |                                                           |      |          | |

## 接驳交通
黄村站周边设有多个公交车站，方便乘客接驳巴士前往各地。
| 公交线路 \| 编号 \| 编号 \| 线路 \| 线路 \| 线路 \| 收费 \| 备注 \| \| ---- \| ----------- \| ------------------------ \| ---------------------- \| ------------------------ \| ---------------------- \| ---------------------- \| \| \| 210 \| 广州火车站（草暖公园） \| ⇆ \| 石化路 \| 3元 \| \| \| \| 214 \| 广州火车东站 \| ⇆ \| 新塘 \| 3元 \| \| \| \| 325 \| 广汕路（科景路口） \| ⇆ \| 奥林匹克体育中心 \| 2元 \| \| \| \| 347 \| 中海誉城 \| ⇆ \| 奥林匹克体育中心 \| 3元 \| 不大于20–30分/班 \| \| \| 348 \| 裕丰围 \| ⇆ \| 奥林匹克体育中心 \| 2元 \| \| \| \| 403 \| 家和天曜 \| ⇆ \| 奥林匹克体育中心 \| 2元 \| \| \| \| 448 \| 奥林匹克体育中心 \| ⇆ \| 科林路 \| 2元 \| 20–30分/班 \| \| \| 490 \| 奥林匹克体育中心 \| ↻ \| 加庄 \| 2元 \| \| \| \| 497 \| 渔沙坦（渔东路） \| ⇆ \| 东圃 \| 2元 \| \| \| \| 506 \| 科韵路 \| ⇆ \| 永和（万科里享家） \| 3元 \| \| \| \| 508 \| 广州火车东站 \| ⇆ \| 家和天曜 \| 2元 \| \| \| \| 547 \| 奥体南路（优托邦） \| ⇆ \| 广州市儿童公园 \| 2–3元 \| \| \| \| 548 \| 大观路北（大观湿地公园） \| ⇆ \| 珠江泳场（海印公园） \| 3元 \| \| \| \| 564 \| 黄埔古村南广场 \| ⇆ \| 天河客運站 \| 3元 \| \| \| \| 564A \| 联和墟 \| ⇆ \| 奥林匹克体育中心 \| 2元 \| \| \| \| 574 \| 已于2023年9月23日停办 \| 已于2023年9月23日停办 \| 已于2023年9月23日停办 \| 已于2023年9月23日停办 \| 已于2023年9月23日停办 \| \| \| 902 \| 已于2024年3月30日停办 \| 已于2024年3月30日停办 \| 已于2024年3月30日停办 \| 已于2024年3月30日停办 \| 已于2024年3月30日停办 \| \| \| 903 \| 天河智慧城核心区（高唐） \| ⇆ \| 地铁三溪站 \| 2元 \| \| \| \| 944 \| 萝岗香雪（梅花世界） \| ⇆ \| 奥林匹克体育中心 \| 2元 \| \| \| \| 944 \| 萝岗香雪（梅花世界） \| ⇆ \| 奥林匹克体育中心 \| 2元 \| \| \| \| B4 \| 广仁路 \| ⇆ \| 天河智慧城核心区（高唐） \| 2元 \| \| \| \| B4A \| 华景新城 \| ⇆ \| 科学城（揽月路） \| 2元 \| \| \| \| B4B \| 体育中心 \| ⇆ \| 沐陂村 \| 2元 \| \| \| \| B22 \| 五羊邨 \| ⇆ \| 广州科学城（长安村） \| 2元 \| \| \| \| B26 \| 凌塘村 \| ⇆ \| 护林路东 \| 2元 \| \| \| \| B29 \| 奥林匹克体育中心 \| ⇆ \| 博汇商业区 \| 2元 \| \| \| \| B4快线 \| 已于2025年4月26日停办 \| 已于2025年4月26日停办 \| 已于2025年4月26日停办 \| 已于2025年4月26日停办 \| 已于2025年4月26日停办 \| \| \| 夜38 \| 广卫路 \| ⇆ \| 天河智慧城核心区（高唐） \| 4元 \| B4路附属线路 \| \| \| 夜51 \| 车陂 \| ⇆ \| 萝岗香雪（梅花世界） \| 4元 \| 574路附属线路 \| \| \| 夜81 \| 车陂 \| ⇆ \| 广汕路（科景路口） \| 3元 \| 945路附属线路 \| \| \| 夜93 \| 宝岗大道 \| ⇆ \| 大观路北（大观湿地公园） \| 4元 \| 548路附属线路 \| \| \| 夜100 \| 黄埔古村南广场 \| ⇆ \| 天河客運站 \| 4元 \| 564路附属线路 \| \| \| 高峰快线24 \| 港湾一村 \| ⇆ \| 广州火车东站 \| 2元 \| 506路附属线路 \| \| \| 高峰快线28 \| 已于2024年10月27日停办 \| 已于2024年10月27日停办 \| 已于2024年10月27日停办 \| 已于2024年10月27日停办 \| 已于2024年10月27日停办 \| \| \| 珠吉便民1线 \| 地铁黄村站 \| ⇆ \| 天河儿童公园北门 \| 2元 \| \| \| \| 珠吉便民2线 \| 地铁黄村站 \| ⇆ \| 执信中学天河校区南门 \| 2元 \| \| |             |                          |                        |                          |                        |                        |
| 编号 | 编号        | 线路                     | 线路                   | 线路                     | 收费                   | 备注                   |
| | 210         | 广州火车站（草暖公园）   | ⇆                      | 石化路                   | 3元                    |                        |
| | 214         | 广州火车东站             | ⇆                      | 新塘                     | 3元                    |                        |
| | 325         | 广汕路（科景路口）       | ⇆                      | 奥林匹克体育中心         | 2元                    |                        |
| | 347         | 中海誉城                 | ⇆                      | 奥林匹克体育中心         | 3元                    | 不大于20–30分/班       |
| | 348         | 裕丰围                   | ⇆                      | 奥林匹克体育中心         | 2元                    |                        |
| | 403         | 家和天曜                 | ⇆                      | 奥林匹克体育中心         | 2元                    |                        |
| | 448         | 奥林匹克体育中心         | ⇆                      | 科林路                   | 2元                    | 20–30分/班             |
| | 490         | 奥林匹克体育中心         | ↻                      | 加庄                     | 2元                    |                        |
| | 497         | 渔沙坦（渔东路）         | ⇆                      | 东圃                     | 2元                    |                        |
| | 506         | 科韵路                   | ⇆                      | 永和（万科里享家）       | 3元                    |                        |
| | 508         | 广州火车东站             | ⇆                      | 家和天曜                 | 2元                    |                        |
| | 547         | 奥体南路（优托邦）       | ⇆                      | 广州市儿童公园           | 2–3元                  |                        |
| | 548         | 大观路北（大观湿地公园） | ⇆                      | 珠江泳场（海印公园）     | 3元                    |                        |
| | 564         | 黄埔古村南广场           | ⇆                      | 天河客運站               | 3元                    |                        |
| | 564A        | 联和墟                   | ⇆                      | 奥林匹克体育中心         | 2元                    |                        |
| | 574         | 已于2023年9月23日停办    | 已于2023年9月23日停办  | 已于2023年9月23日停办    | 已于2023年9月23日停办  | 已于2023年9月23日停办  |
| | 902         | 已于2024年3月30日停办    | 已于2024年3月30日停办  | 已于2024年3月30日停办    | 已于2024年3月30日停办  | 已于2024年3月30日停办  |
| | 903         | 天河智慧城核心区（高唐） | ⇆                      | 地铁三溪站               | 2元                    |                        |
| | 944         | 萝岗香雪（梅花世界）     | ⇆                      | 奥林匹克体育中心         | 2元                    |                        |
| | 944         | 萝岗香雪（梅花世界）     | ⇆                      | 奥林匹克体育中心         | 2元                    |                        |
| | B4          | 广仁路                   | ⇆                      | 天河智慧城核心区（高唐） | 2元                    |                        |
| | B4A         | 华景新城                 | ⇆                      | 科学城（揽月路）         | 2元                    |                        |
| | B4B         | 体育中心                 | ⇆                      | 沐陂村                   | 2元                    |                        |
| | B22         | 五羊邨                   | ⇆                      | 广州科学城（长安村）     | 2元                    |                        |
| | B26         | 凌塘村                   | ⇆                      | 护林路东                 | 2元                    |                        |
| | B29         | 奥林匹克体育中心         | ⇆                      | 博汇商业区               | 2元                    |                        |
| | B4快线      | 已于2025年4月26日停办    | 已于2025年4月26日停办  | 已于2025年4月26日停办    | 已于2025年4月26日停办  | 已于2025年4月26日停办  |
| | 夜38        | 广卫路                   | ⇆                      | 天河智慧城核心区（高唐） | 4元                    | B4路附属线路           |
| | 夜51        | 车陂                     | ⇆                      | 萝岗香雪（梅花世界）     | 4元                    | 574路附属线路          |
| | 夜81        | 车陂                     | ⇆                      | 广汕路（科景路口）       | 3元                    | 945路附属线路          |
| | 夜93        | 宝岗大道                 | ⇆                      | 大观路北（大观湿地公园） | 4元                    | 548路附属线路          |
| | 夜100       | 黄埔古村南广场           | ⇆                      | 天河客運站               | 4元                    | 564路附属线路          |
| | 高峰快线24  | 港湾一村                 | ⇆                      | 广州火车东站             | 2元                    | 506路附属线路          |
| | 高峰快线28  | 已于2024年10月27日停办   | 已于2024年10月27日停办 | 已于2024年10月27日停办   | 已于2024年10月27日停办 | 已于2024年10月27日停办 |
| | 珠吉便民1线 | 地铁黄村站               | ⇆                      | 天河儿童公园北门         | 2元                    |                        |
| | 珠吉便民2线 | 地铁黄村站               | ⇆                      | 执信中学天河校区南门     | 2元                    |                        |

## 利用状况
黄村站附近亦有不少住宅區，以及部分學校。另外在6號線二期開通前，黄村站是最接近广州科学城、天河智慧城一带、吉山村和较远的萝岗中心區、甚至增城区一带的地鐵车站，因此亦吸引不少乘客使用黄村站轉乘地鐵及巴士來往以上地點。因此本站日客流均以附近居民、通勤上下班或上放學為主。21號線開通後，為避開員村站高峰時段換乘5號線的大客流，部分乘客會選擇在本站換乘4號線再換乘其他線路。
位于车站旁边的奥林匹克体育中心当天有比赛或者演唱會等活动时，当天会有许多乘客使用該站前往市区各处。由於4號線列车编组受限导致月台面积过小，因此高峰期需要在本站的站厅實施客流控制，維持乘車秩序，同時令月台容納人數不至於超出安全範圍。
21号线于2024年10月2日起截短至天河公园并进行天河公园至员村段拆解施工期间，本站作为21号线往市区方向的最后一座换乘站，换乘客流量翻倍增长。为维持秩序，本站工作日7时30分至9时30分将实施客流控制，以缓解车站及线网的客流压力。

## 历史

### 规划
本站最早于1997年地下铁路规划中，当时方案A中5号线的一条支线，即现在的4号线北段，从琶洲分岔出来到世界大观，中途设有本站。本站在规划时，旁边正在兴建广东奥林匹克体育中心，因此就近以奥林匹克中心站来称呼本站。
2006年5月，根据地名委员会的批复，本站以黄冲站的名义出现，后再更改为黃村站。
在2000年至2008年的规划方案中，本站一直为4号线中途站，正線北端盡頭則預留了延伸條件。直到2010年的规划方案，黄村以北段被单独裁剪出来独立成为21号线，本站则被规划為4號線和21號線兩線换乘站兼終點站。考慮到4號線未直接經過廣州市區，21號線在后期規劃方案中從本站繼續向西南方向延伸至天河公園站為21號線市區的終點站，並接入作為市區線的11號線及13號線，从而令本站不仅成为4号线的北端终点站，同时也成為4号线和21号线的换乘站。

### 建设
4号线车站于2008年动工，2009年封顶，2010年9月25日正式开通营运。
21号线车站于2015年4月20日开始主体结构施工，2019年7月30日完成“三权”移交。由于配合换乘而新增了连接21号线站厅的通道，因此在21号线车站启用前，先行扩大了4号线站厅付费区，同时调整D出入口和E出入口的安检设施。2019年12月20日，21号线车站部分正式启用，本站成为换乘车站。

### 运营事件
2022年疫情期间，本站曾多次受防控措施影响而需要调整服务。年末疫情期间，本站曾受防控措施影响，于11月26日至11月30日下午、12月6日至12月7日暂停进出站，仅保留站内换乘服务。

## 未来發展

### 加裝接觸網
廣州地鐵計劃在本站4號線以北的雙存車線及延伸区段上方加装总长约400米的刚性接触网，避免列車折返時因車速不足或故障等原因令所有受電靴處於接觸軌斷口處無法取電，從而無法動車。加裝後當出現此情況時，可以通过降靴升弓从架空接触网上重新获取电流恢复动力，無須其它列車進行連掛救援，減少對運營的影響。